# Héctor Facundo
Héctor Facundo est un footballeur argentin, né le 2 novembre 1937 et décédé le 13 novembre 2009.

## Biographie
En tant qu'attaquant, il participa à la Coupe du monde de football de 1962, au Chili. Il fut titulaire contre la Bulgarie et inscrivit à la 4e minute, le seul but du match. Il ne joue pas contre l'Angleterre. Il fut titulaire contre la Hongrie, mais il ne marque pas. L'Argentine est éliminée au premier tour.
Il joua à Club Atlético San Lorenzo de Almagro dans les années 1950-60. Il remporta le championnat d'Argentine en 1959.

## Club
- Club Atlético San Lorenzo de Almagro

## Palmarès
- Championnat d'Argentine de football

- - Champion en 1959
  - Vice-champion en 1957 et en 1961